# Gsteigwiler
Gsteigwiler är en ort och kommun i distriktet Interlaken-Oberhasli i kantonen Bern, Schweiz. Kommunen har 434 invånare (2023).
Cirka en kilometer norr om orten ligger kyrkan Gsteig från 1100-talet. 